# Google Now
Google Now là một ứng dụng di động trợ giúp tìm kiếm cá nhân được tạo ra bởi Google và được hỗ trợ bởi chức năng nhận dạng giọng nói người dùng và phân biệt liệt kê ra kết quả cho họ trong đồ thị tri thức, được xây dựng trên nền tảng hệ điều hành Android 4.1 (Jelly bean).

## Giao diện
Google Now được chứa trong các ứng dụng Google Search và nằm bên dưới thanh tìm kiếm. Các thẻ tự động xuất hiện trong suốt cả ngày và được sắp xếp theo chiều dọc với các thẻ tương tự xuất hiện xếp chồng lên nhau trên đầu trang của mỗi khác.